# Ćwiersk
Ćwiersk – wieś w Polsce położona w województwie mazowieckim, w powiecie płońskim, w gminie Raciąż.
W latach 1975–1998 miejscowość administracyjnie należała do województwa ciechanowskiego.
Wierni Kościoła rzymskokatolickiego należą do parafii św. Małgorzaty w Gralewie.